# Ests politiemuseum
Het Ests politiemuseum is een museum in de Estse stad Rakvere. Het museum richt zich op kinderen en beschikt over een binnenplaats met een behendigheidsparcours, elektrische voertuigen en simulatiemachines. Daarnaast biedt het museum diverse interactieve activiteiten, waaronder het testen van reactietijden achter het stuur en het nemen van vingerafdrukken. Het beheer van het museum valt onder de verantwoordelijkheid van de vereniging Virumaa-museums.
Altja vishutten en taverne · Burgerhuismuseum · Ests politiemuseum · Kasteel Palmse · Kasteel Rakvere · Kasteel Toolse ·  Rehbinderhuis ·  Sagrits museum